# Bielkenhagen 7 (Stralsund)

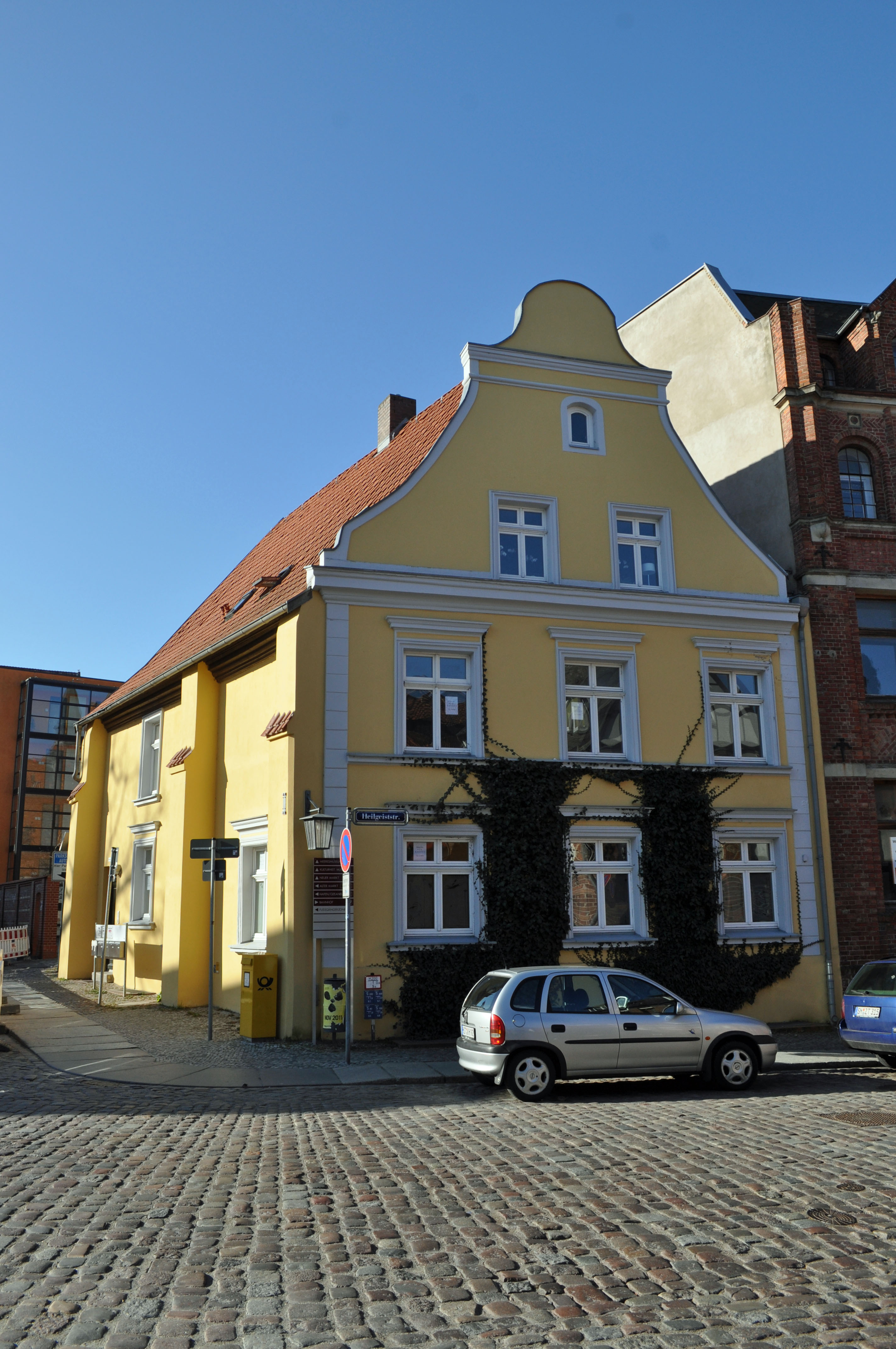
Das Haus Bielkenhagen 7 in Stralsund (2012)

Das Gebäude mit der postalischen Adresse Bielkenhagen 7 ist ein denkmalgeschütztes Bauwerk in der Straße Bielkenhagen in Stralsund, an der Ecke zur Heilgeiststraße.
Der zweigeschossige Putzbau erhielt seine heutige Form im 18. Jahrhundert, ist im Kern aber älter.
Die Fassade ist schlicht gehalten. Eine dreiachsige Front mit Schweifgiebel zeigt zur Heilgeiststraße. Die Längsseite zum Bielkenhagen ist mit drei Mauerpfeilern gestützt.
Das Haus liegt im Kerngebiet des von der UNESCO als Weltkulturerbe anerkannten Stadtgebietes des Kulturgutes „Historische Altstädte Stralsund und Wismar“. In die Liste der Baudenkmale in Stralsund ist es mit der Nummer 100 eingetragen.
Das Eckgebäude diente ursprünglich als Stadtgefängnis („Stadt-Custodie“). Bekannteste Insassin war die als Kindsmörderin verurteilte Maria Flint, die im Jahr 1765 hingerichtet wurde.